# Mummie

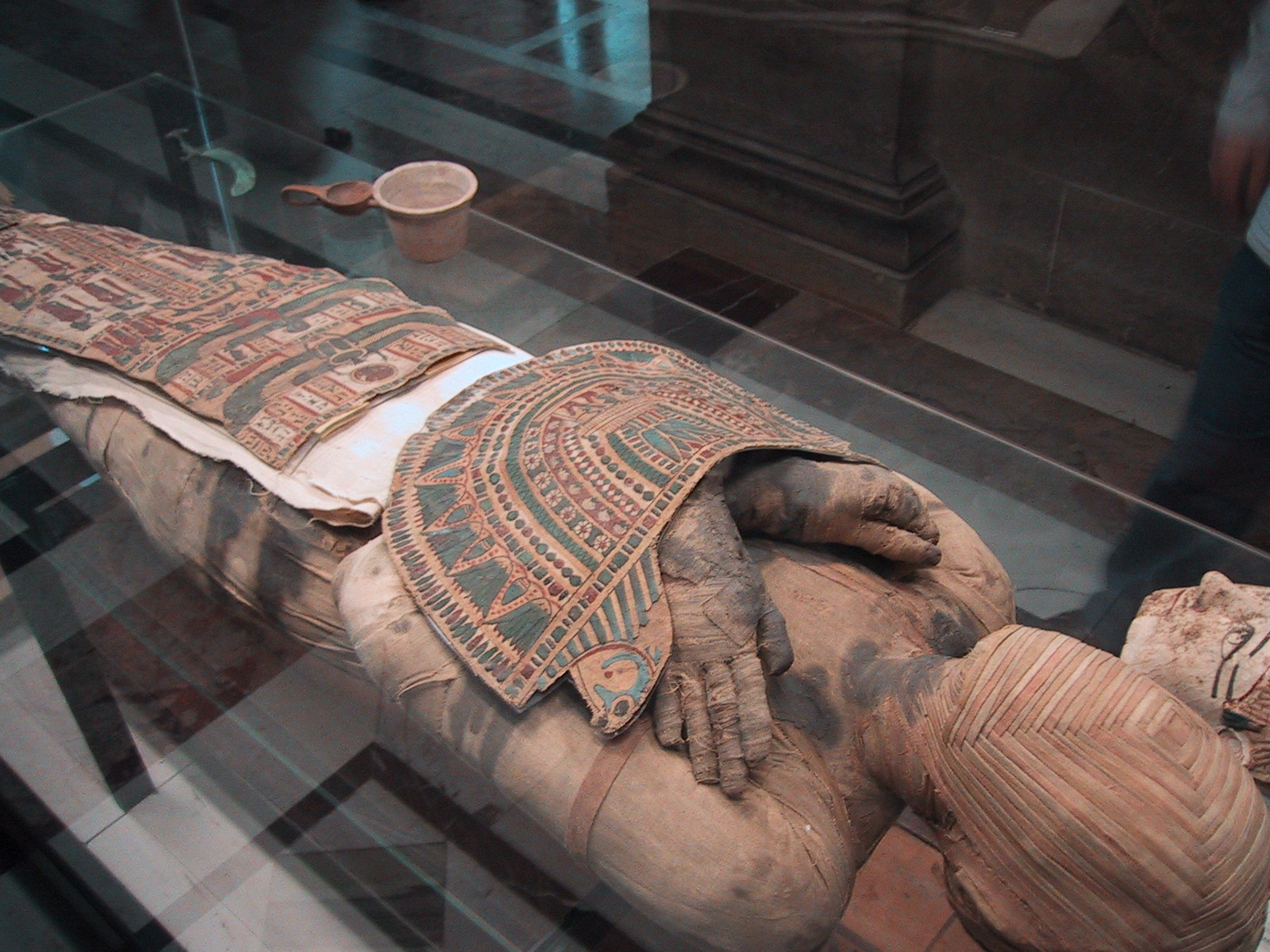
Mummie in het Louvre

Een mummie is een stoffelijk overschot waarbij het ontbindingsproces na het overlijden vrijwel tot stilstand is gekomen, zodat van het lichaam niet alleen het skelet overgebleven is maar ook de zachte delen, in het bijzonder de huid. Een mummie kan ontstaan door conserverende bewerkingen of door natuurlijke omstandigheden. Vele culturen mummificeerden hun overledenen of profiteerden van plaatselijke omstandigheden om mummificatie te bewerkstelligen.
Bekend is conservering door uitdroging, bijvoorbeeld in  woestijnen of in het hooggebergte, maar bij de veenlijken die in natte en zure omstandigheden ontstaan spreekt men eveneens van mummificatie. De term legt feitelijk geen beperkingen op aan de manier waarop iets behouden is, maar lichamen die bewaard zijn met moderne technieken zoals plastinatie of cryonisme worden in het alledaagse taalgebruik gewoonlijk niet als mummies aangeduid, evenmin als dieren die met taxidermische technieken geprepareerd zijn. 

## Pek
Het woord 'mummie' komt van het Iraans/Perzisch mumya dat 'pek' of 'asfalt' betekent. Mummies werden namelijk vaak door de bij het balsemen gebruikte etherische oliën geheel zwart en kregen een pek-achtige substantie. Deze werd tot een paar honderd jaar geleden ook in westerse apotheken nog als pre-wetenschappelijk 'geneesmiddel' verkocht, bijvoorbeeld tegen beenbreuken. Omdat de substantie in apotheken wel aangeduid werd als 'mumie' (oude spelling) is het misverstand ontstaan dat de mummie geheel gebruikt werd. De mumie, waar wellicht wel menselijk materiaal in zat, werd fijngemalen om ze met water zacht te maken en in te nemen.

## Geschiedenis

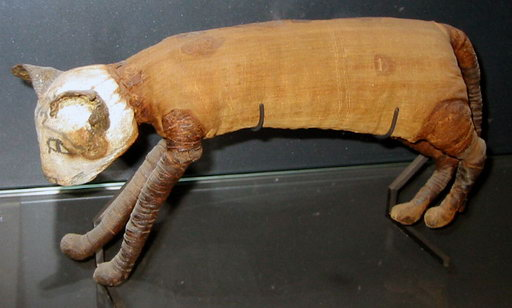
Mummie van een kat, Egypte

De oudst bekende mummies zijn de Chinchorro-mummies uit het gebied van dit volk in Noord-Chili en Zuid-Peru in de tijd van 9000 tot 5000 v.Chr.
Terwijl de algehele manier waarop de Chinchorro hun doden mummificeerden veranderde in de loop der jaren, bleven verschillende eigenschappen constant doorheen hun geschiedenis. In opgegraven mummies vonden archeologen huid en alle zachte weefsels en organen, waaronder de hersenen, verwijderd uit het lijk. Nadat de zachte weefsels waren verwijderd, werden de botten versterkt met staken, terwijl de huid gevuld werd met plantaardige stoffen voordat het lichaam weer werd samengesteld. De mummie kreeg een masker van klei, zelfs als de mummie al volledig met droge klei bedekt was, een proces waarbij het lichaam in riet werd verpakt om 30 tot 40 dagen uit te drogen.
Omstreeks 3000 voor Christus werd in het Oude Egypte de Egyptische mummificatietechniek ontwikkeld, als gevolg van de religieuze overtuiging dat men zijn lichaam en ook persoonlijke bezittingen naar het hiernamaals kon meenemen.
Uit vele andere droge gebieden zijn ook graven bekend waarin nauwelijks vergane, uitgedroogde lichamen en grafgiften zijn gevonden die door een natuurlijk mummificatieproces bewaard zijn gebleven. Ook in vele crypten onder kerken droogden de lichamen zo snel uit dat ze niet vergaan zijn. Niet alleen Egypte, ook Midden- en Zuid-Amerika, Groenland, Sinkiang, Mongolië en Portugal kennen mummies.

## Mummificatietechnieken en -mechanismen
Mummificatie treedt op wanneer een lichaam uitdroogt door natuurlijke of door kunstmatige middelen.  Simpele uitdroging, mits deze voldoende snel optreedt en tot een voldoende lage vochtigheidsgraad, levert al een zeer goed houdbare mummie op. Onder natuurlijke omstandigheden lukt dit alleen goed als er geen insecten zoals aasvliegen en kevers bij het lijk kunnen komen om het op te eten.

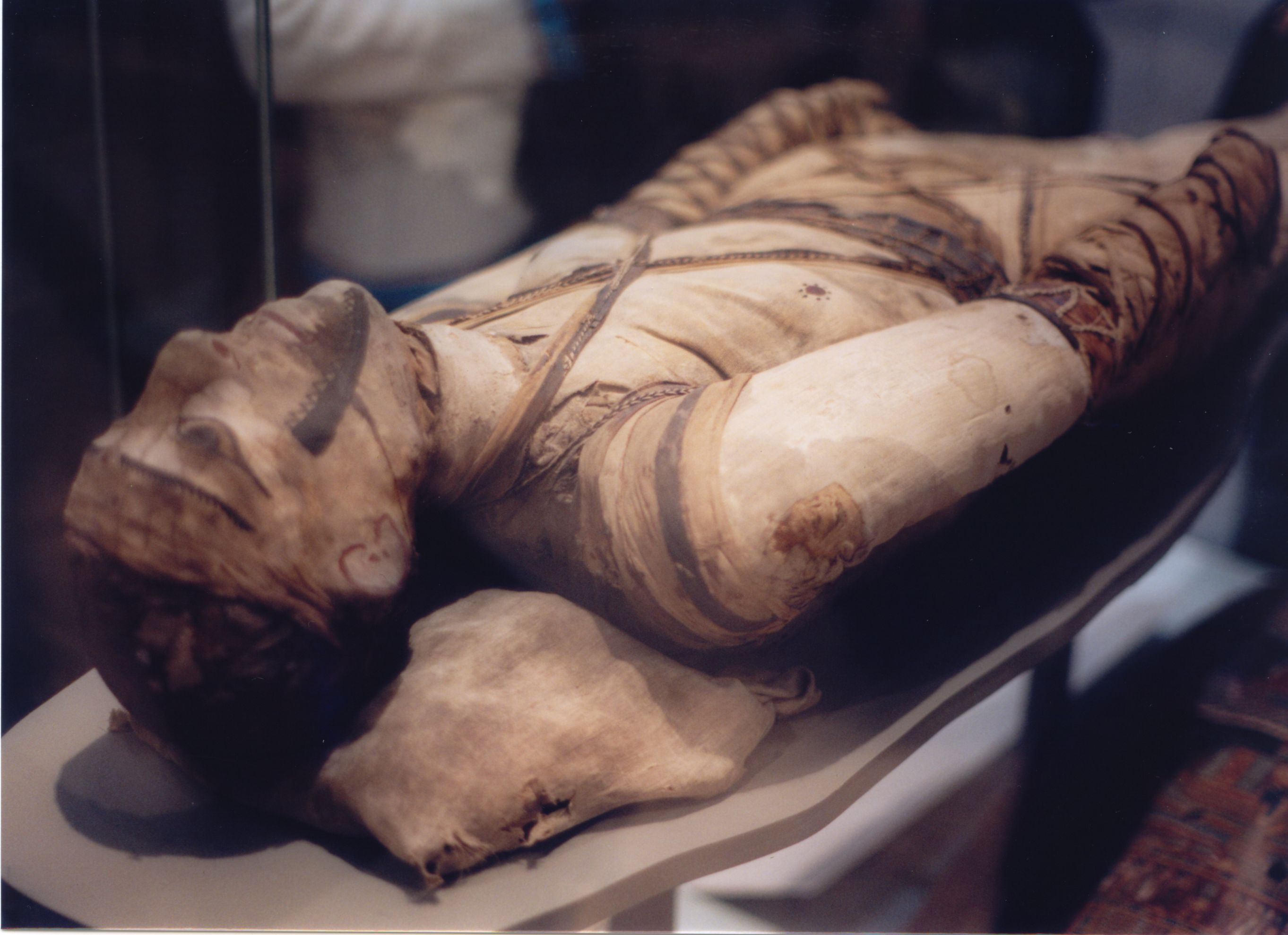
Mummie in het British Museum

### De Egyptische mummificatie
In de Egyptische traditie werden hersenen via een haak door de neusopening, en de ingewanden door een snede in de zij met een vuurstenen mes uit het lichaam verwijderd, waarna men indroging bewerkstelligde door het lichaam gedurende 70 dagen in vaste natron te leggen. Natron is een mengsel van zout en natriumwaterstofcarbonaat (natriumbicarbonaat) dat wordt gevonden aan de randen van geconcentreerde zoutmeren in de Egyptische woestijn. Wadi Natroen was een belangrijke vindplaats. Vervolgens gaf men een bad in bewarende stoffen, en werd het lichaam omzwachteld met linnen doeken, om het daarna aan het graf toe te vertrouwen, meestal samen met grafgiften. De verwijderde inwendige organen werden in speciale urnen gedaan, de canopen, en afzonderlijk meegegeven. De naam van de gemummificeerde werd meestal aan de ingang van de tempel/graftombe/mastaba/piramide gezet zodat men wist wie er zich in het gebouw bevond (zie ook cartouche). 
Hoewel er vaak wordt gesproken over de 'geavanceerde' mummificatietechnieken van de oude Egyptenaren is het juister om van 'ingewikkelde' technieken te spreken. Vele onderdelen van de Egyptische methode waren wel effectief (het verwijderen van de snel ontbindende ingewanden, het indrogen met natron); andere (zoals het zalven met etherische oliën) werkten contra-productief. 

### Mummificatie in Duitsland
In de 17de en 18de eeuw lieten gegoede lieden in de protestantse gebieden van Duitsland zich geregeld tegen betaling na hun dood in geventileerde kelders onder kerken en kloosters bijzetten, die door continue luchtcirculatie via luchtschachten drooggehouden werden waarna mummificatie optrad. Vele van dergelijke kelders bevatten tot op heden de mummies van deze personen. Mogelijkerwijze was dit ingegeven door een passage uit Luthers vertaling van het Bijbelboek  Job over wederopstanding; anderzijds werd er blijkbaar voor het ontstaan van zombies gevreesd, vermits menig lijk was vastgebonden uit angst dat de dode zou gaan rondwaren.

### Natuurlijke mummificatie
Twee omstandigheden zijn vereist voor natuurlijke mummificatie: een droge omgeving en weinig lichaamsmassa. Mummificatie treedt eerder op als het een lichaam betreft met weinig lichaamsvetmassa (bij mensen dus in het algemeen een dun persoon). De oorzaak hiervan is de aanwezigheid van vocht in het lichaam. Vocht zorgt (samen met een hoge omgevingstemperatuur) voor een voorspoedig ontbindingsproces. Zelden treedt mummificatie onder natuurlijke omstandigheden op bij te zware mensen. 
Natuurlijke mummies kunnen behalve door uitdroging ook door invriezen en/of vriesdrogen optreden. Men spreekt dan van een ijsmummie, ontstaan doordat een lichaam in een gletsjer is terechtgekomen of in permafrost is begraven. In Siberië zijn zelfs hele mammoeten tienduizenden jaren bewaard gebleven in de permafrost.

### Mummificatie in Nederland
Wieuwerd is bekend geworden door de befaamde grafkelder (1609) onder de Hervormde kerk. In de grafkelder ontdekten timmerlieden in 1765 bij toeval een aantal lijken die op natuurlijke wijze zijn gemummificeerd.
In Nederland komt men verder vooral mummificatie tegen in geval van een vinding van een overledene in thuissituatie (overledene die al enige tijd dood in huis ligt). Veelal heeft de overledene dan in een warme en droge omgeving gelegen, waardoor het dode lichaam (geheel of gedeeltelijk) mummificeert.

## Mummie in fictie
Mummies komen veelvuldig voor in horrorverhalen en -films. Hierin zijn ze vaak ondode monsters die de protagonisten opjagen. Een van de oudste werken op dit gebied is de roman The Jewel of Seven Stars van Bram Stoker, voor het eerst gepubliceerd in 1903. De eerste film met een mummie in de rol van de antagonist is The Mummy uit 1932.

## Bekende mummies
- Toetanchamon
- Ötzi
- Amenhotep III
- Chinchorro-mummies
- Xin Zhui
- Tarim-mummies